# Сан-Мигель-Тлальпоалан
Сан-Мигель-Тлальпоалан (исп. San Miguel Tlalpoalan) — посёлок в восточной части Мексики, на территории штата Веракрус. Входит в состав муниципалитета Альтотонга.

## Географическое положение
Сан-Мигель-Тлальпоалан расположен на западе центральной части штата, на расстоянии приблизительно 34 километров к северо-западу от города Халапа-Энрикеса, административного центра штата. Абсолютная высота — 2072 метра над уровнем моря.

## Население
Согласно данным, полученным в ходе проведения официальной переписи 2005 года, в посёлке проживало 1917 человек (941 мужчина и 976 женщин). Насчитывалось 363 дома. По возрастному диапазону население распределилось следующим образом: 51,5 % — жители младше 18 лет, 43 % — между 18 и 59 годами и 6,5 % — в возрасте 60 лет и старше. Уровень грамотности среди жителей старше 15 лет составлял 87,5 %.
По данным переписи 2010 года, численность населения Сан-Мигель-Тлальпоалана составляла 2205 человек. Динамика численности населения посёлка по годам:
| 2000 | 2005 | 2010 |
| ---- | ---- | ---- |
| 1641 | 1917 | 2205 |